# Jumpei Takaki
Jumpei Takaki (jap. 高木 純平 Takaki Junpei; ur. 1 września 1982) – japoński piłkarz występujący na pozycji pomocnika. Obecnie występuje w Tokyo Verdy.

## Kariera klubowa
Od 2001 roku występował w klubach Shimizu S-Pulse, Consadole Sapporo, Montedio Yamagata i Tokyo Verdy.